# 元景仲
元 景仲（げん けいちゅう、生年不詳 - 太清3年7月1日（549年8月9日））は、北魏の皇族。父の元法僧とともに南朝梁に亡命したが、侯景の乱に加担して敗死した。

## 経歴
征虜将軍の号を受けた。孝昌元年（525年）、父が彭城で反乱を起こすと、建康へ使者に立って、梁の救援を求めた。梁の武帝により広州刺史に任じられた。枝江県公に封じられ、侍中・右衛将軍の任を受けた。後に再び持節・都督広越等十三州諸軍事・宣恵将軍・平越中郎将・広州刺史として出向した。大同年間、侍中・左衛将軍として建康に召還された。太清元年（547年）、兄の元景隆が死去すると、その後を享けてまたも広州刺史となった。太清2年（548年）、侯景の乱が起こると、景仲は魏主として立つことを条件に反乱に誘われ、侯景に呼応して広州で挙兵した。太清3年（549年）7月、西江督護の陳霸先と成州刺史の王懐明らの攻撃を受けて広州は陥落し、景仲は自ら縊死した。

## 伝記資料
- 『梁書』巻39 列伝第33
- 『北史』巻16 列伝第4